# كحدان (يهر)

تعديل مصدري - تعديل

كحدان هي إحدى قرى عزلة يهر بمديرية يهر التابعة لمحافظة لحج، بلغ تعداد سكانها 89 نسمة حسب تعداد اليمن لعام 2004.